# All Hail Pessimism
All Hail Pessimism är det norska black metal-bandet Den Saakaldtes andra studioalbum, utgivet 2009 av skivbolaget Avantgarde Music.

## Låtlista
1. "Audhumla" (instrumental) – 1:56
2. "La vinteren vare evig" – 8:59
3. "Vandringen" – 8:10
4. "Satans synder" – 7:30
5. "Frykten for det opprinnelige øde" (instrumental) – 3:10
6. "Samma skrot, samma korn" – 7:53
7. "Drikke ens skål" – 7:45
8. "Mesias" – 8:26
9. "Den endelige tankens ufravikelige konsekvens" (instrumental) – 3:20
10. "Jag är den fallna" – 11:13

## Medverkande
Musiker (Den Saakaldte-medlemmar)
- Sykelig (Michael Siouzios aka Mikael Sykelig) – gitarr
- Seidemann (Tor Risdal Stavenes) – basgitarr
- Uruz (Jarle Byberg) – trummor
- Niklas Kvarforth – sång
- Jormundgand (Ole Teigen aka Honey Lucius) – keyboard, effekter

Bidragande musiker
- Rune Eide – trumpet
- Cecilie (Cecilie Langlie) – sång (spår 6)

Produktion
- Sykelig – producent, ljudmix, mastering
- Chris Ntaskas – ljudtekniker, ljudmix, mastering
- Peter Bjärgö – ljudtekniker
- Uruz – ljudtekniker
- Abacrombie Ink – omslagskonst
- Elin Strigå – foto
- Christophe Szpajdel – logo